# Trichoplacidae
Trichoplacidae är en familj av djur. Trichoplacidae ingår i fylumet Placozoa och riket djur.
Familjen innehåller bara släktet Trichoplax. Trichoplacidae är enda familjen i fylumet Placozoa.